# 夢売るふたり
『夢売るふたり』（ゆめうるふたり）は、2012年9月8日に公開された日本映画。R15+指定作品。

## 概要
小料理店を営む夫婦が火事で店を失い、再び店を構えるという夢を叶えるために独身女性をターゲットに結婚詐欺を繰り返す姿を描いた作品。監督は『蛇イチゴ』『ゆれる』『ディア・ドクター』の西川美和。西川監督の長編映画第4作目となる本作では初めて女性を主人公に据え、夫婦の物語そして女性の生き方をテーマに描いている。主なロケ地は埼玉県川越市・春日部市、東京都中央区・台東区、富山県氷見市。
第37回トロント国際映画祭正式出品作品（スペシャル・プレゼンテーション部門）。
キャッチコピーは「人間最大の謎は、男と女」。

## あらすじ
開店5周年を祝う胡蝶蘭が飾られている。その調理場から失火して店は全焼。
市澤里子、貫也の夫婦が経営する小料理屋「いちざわ」は、小さいながらも常連客で賑わっていた。火事ですべてを失った夫婦は再建を考える。貫也は働きもせず酒に溺れる。ある日、貫也は駅のホームで店の常連客だった玲子に再会し、酔っ払った勢いに任せて一夜を共にする。玲子は自分の不倫相手からもらった手切れ金を貫也に店の再建資金として渡すが、里子はすぐに貫也の浮気を見抜いてその金を燃やすが、里子はこの出来事をキッカケに、夫を女たちの心の隙間に忍び込ませて金を騙し取る結婚詐欺を思いつく。
最初は貫也がアルバイトする料亭の客から始めた詐欺で、倍にして返すつもりもあった。最初は「妻」として現われていた里子も「妹」としてふるまうようになる。実家暮らしで結婚願望を持つOLの棚橋咲月、孤独なウェイトリフティング選手の皆川ひとみ、男運が悪い風俗嬢の太田紀代…。新しい店の立地も決まり建築もはじまる中、貫也は製本工場の娘でシングルマザーの木下滝子と知り合い、製本工場に勤めはじめる。滝子の息子・恵太も彼になつくようになる。
一方、だまされた女性のひとり・咲月は私立探偵に依頼し、製本工場をつきとめる。探偵の堂島とともにあらわれた咲月をみて、貫也は動揺する。すると、恵太が貫也の包丁で堂島を刺す。その頃、里子は中野に言い寄られて逃げる。
貫也はその罪をかぶり服役、里子は大間漁港で働く。OL玲子のもとに「いちざわ」の封筒に入った現金が届く。

## キャスト
- 市澤里子 - 松たか子： 小料理屋「いちざわ」の女将。
- 市澤貫也 - 阿部サダヲ： 里子の夫の板前。
- 棚橋咲月 - 田中麗奈： 実家暮らしの30代独身女性。
- 睦島玲子 - 鈴木砂羽： 「いちざわ」の常連客。
- 太田紀代 - 安藤玉恵： 風俗嬢。源氏名はカンナ。
- 皆川ひとみ - 江原由夏： ウェイトリフティング選手。
- 木下滝子 - 木村多江： ハローワーク勤めのシングルマザー。
- 岡山晃一郎 - やべきょうすけ： 貫也の旧友。
- 中野健一 - 大堀こういち： 里子のバイト先のラーメン屋の店長。
- 白井 - 中村靖日： 紀代の客。
- 日野洋太 - 山中崇： 貫也の板前仲間。パチンコ屋で偶然再会。
- 松山和子 - 村岡希美： 貫也が騙した女の1人。
- 園部ますみ - 猫背椿： 貫也が騙した女の1人。
- 輝美 - 原千果子： 貫也が騙した女の1人。ホテルで会う。
- 佐伯綾芽 - 倉科カナ： 咲月の妹。夫は医師。
- 木下恵太 - 佐藤和太： 滝子の息子。貫也に懐く。
- 太田治郎 - 伊勢谷友介： 紀代の夫。チンピラ。
- 探偵 - ヤン・イクチュン： 堂島の助手。市澤夫妻の様子を隠し撮り。
- 東山義徳 - 古舘寛治： 刑事。
- 金山寿夫 - 小林勝也： 滝子の父。町工場経営。
- 外ノ池俊作 / 外ノ池明浩 - 香川照之： 玲子の不倫相手とその弟。
- 堂島哲治 - 笑福亭鶴瓶： 咲月に雇われた探偵。

## スタッフ
- 監督・原案・脚本：西川美和
- 製作：大下聡、齋藤敬、豊島雅郎、平尾隆弘、服部洋、油谷昇、山田美千代、喜多埜裕明、藤本俊介
- プロデューサー：松田広子、押田興将、西川朝子、藤門浩之、吉田佳代
- 企画：佐々木史朗、川城和実、弘中謙、遊佐和彦
- 撮影：柳島克己
- 美術：三ツ松けいこ
- 衣裳：小林身和子
- 編集：宮島竜治
- スクリプター：中西桃子
- ヘアメイク：酒井夢月
- 音楽：モアリズム
- 企画協力：是枝裕和
- 照明：鈴木康介
- 制作担当：白石治
- 録音：白取貢
- 助監督：久万真路
- 企画・製作プロダクション：オフィス・シロウズ
- 配給：アスミック・エース
- 製作：「夢売るふたり」製作委員会（バンダイビジュアル、オフィス・シロウズ、讀賣テレビ放送、アスミック・エース、文藝春秋、電通、衛星劇場、パパドゥ、Yahoo! JAPAN、エネット）
- 協力 :青木ちなつ探偵調査

## 受賞歴
- 2013年
- 第36回日本アカデミー賞 優秀主演女優賞（松たか子）[4]
- 第34回ヨコハマ映画祭 主演女優賞（松たか子）
- 第27回高崎映画祭 最優秀監督賞（西川美和） / 最優秀主演女優賞（松たか子） / 最優秀助演女優賞（安藤玉恵）
- 第22回東京スポーツ映画大賞 主演女優賞（松たか子）